# Suhoj Su-35
Suhoj Su-35 (poznat i kao Su-27M) (NATO-va oznaka: Flanker-E) je ruski višenamjenski lovac za održavanje zračne nadmoći i lovac-bombarder. Do 2008. proizvedeno je 12 zrakoplova. Iz Su-35 je kasnije razvijen i Suhoj Su-35BM.

## Razvoj
Većina sofisticiranih sustava koji su ugrađeni na zrakoplovu Su-30MKI su trebali biti razvijeni iz nove inačice Su-27M koju je tijekom 1980-ih razvijao OKB Suhoj pod vodstvom Nikolaja F. Nikitina. Planiralo se da to bude jednosjedni višenamjenski zrakoplov koji bi se mogao koristiti kao lovac za zračnu nadmoć, presretač i lovac-bombarder, a pritom bi zamijenio prvu generaciju zrakoplova Su-27S koji je bio u službi. Ovo je bilo dosta složeno, jer u velikom broju slučajeva zrakoplovi napravljeni za obavljane više misija naposljetku ne obave ni jednu od njih na zadovoljavajućoj razini. Su-27M je trebao nositi elektroniku za zračnu borbu, navigaciju za jurišne misije, sustav laserskog ciljanja za pametno oružje i električni sustav posrednog upravljanja zrakoplovom (eng. "Fly-by-Wire", hrv. letenje po žici ili letenje žicom) za dobre manevarske sposobnosti. Uz to, ugrađeni su kanardi i spremnici goriva u krilima što je povećalo praznu težinu zrakoplova. Kako je ovo smanjilo njegove performanse, Suhojevi dizajneri su problem pokušali riješiti ugradnjom poboljšanih motora AL-31FM ili AL-35 te korištenjem kompozitnih materijala i litij-aluminijskih legura.

Prvi zrakoplov, modificirani Su-27S, je prvi put poletio 28. lipnja 1988. s pilotom Olegom Cojem. Ovaj zrakoplov, oznake T10M-1, je bio jako sličan osnovnom Su-27 osim što je imao dodatak za nadolijevanje goriva tijekom leta s Su-27P i novi poklopac kabine.

## Tehničke karakteristike (Su-35)
Osnovne karakteristike
- posada: 1
- dužina: 21,9 m
- raspon krila: 15,3 m
- površina krila: 62,0 m2
- visina: 5,90 m

Letne karakteristike
- najveća brzina: 2.410 km/h (Mach 2,25)
- dolet: 4.500 km
  - borbeni dolet: 3.600 km (1.580 km na manjim visinama leta)
- brzina penjanja: 325 m/s
- najveća visina leta: 18.000 m
- specifično opterećenje krila: 408 kg/m2
- motor: 2 × Saturn 117S